# Nenad Nowkowski
Nenad Nowkowski (ur. 14 maja 1958 w Kriwej Pałance) – jugosłowiański i północnomacedoński fizyk oraz polityk. Pełnił funkcję ministra edukacji (1998–1999), nauki (1999–2000) oraz edukacji i nauki (2000–2002). Autor jednego z podręczników uniwersyteckich oraz kilkudziesięciu publikacji naukowych.

## Życiorys
W 1980 roku ukończył studia fizyczne, pracował następnie na jednej z uczelni jako adiunkt. W 1985 roku ukończył studia podyplomowe z zakresu fizyki na Uniwersytecie w Belgradzie. Otrzymał stypendium od szwajcarskiego rządu, w ramach którego od 1987 do 1990 roku odbywał studia doktorskie na Politechnice Federalnej w Lozannie; w 1991 roku był adiunktem, a rok później pełnił funkcję profesora na tejże uczelni. W 1996 roku został profesorem nadzwyczajnym, a w 2001 roku zwyczajnym. Był także dyrektorem Instytutu Fizyki Materii Skondensowanej.
Pełnił funkcję zastępcy redaktora naczelnego czasopisma politycznego Glas (mac. Глас), zaangażował się w działalność polityczną; dołączył do partii WMRO-DPMNE, gdzie pełnił funkcję członka Komitetu Wykonawczego, następnie przewodził partyjnej Komisji ds. Edukacji i Nauki. Był członkiem rządu Lubczo Georgiewskiego, w ramach którego pełnił funkcję ministra edukacji (od 30 listopada 1998 do 28 grudnia 1999), ministra nauki (od 28 grudnia 1999 do 31 lipca 2000) oraz ministra edukacji i nauki (od 1 listopada 2000 do 1 listopada 2002). Kierował pracami nad strategią rozwoju edukacji w latach 2001–2010 oraz programem rozwoju technologicznego w latach 2001–2006.
Współpracuje z Politechniką Federalną w Lozannie, Uniwersytetem w Niszu oraz z instytutami mikroelektroniki w Belgradzie i w Sofii. Członek Towarzystwa Fizyków Republiki Macedonii Północnej, Europejskiego Towarzystwa Fizycznego, Instytutu Inżynierów Elektryków i Elektroników i Amerykańskiego Towarzystwa Fizycznego.
Deklaruje znajomość języków angielskiego, francuskiego i rosyjskiego.

## Najważniejsze prace naukowe[1]
- Dielectric breakdown in thin Si oxynitride films produced by rapid thermal processing (1990)
- Breakdown and generation of interface states in oxynitride thin films on silicon (2002)
- Origin of the stress-induced leakage currents in Al-Ta2O5/SiO2-Si structures (2005)
- A comprehensive model for the I-V characteristics of metal Ta2O5/SiO2-Si structures (2006)
- Conduction and charge analysis of metal (Al, W and Au)-Ta2O5/SiO2-Si structures (2006)